# Archibald Campbell (gouverneur)
Pour les articles homonymes, voir Campbell et Archibald Campbell.
Archibald Campbell (21 août 1739 – 31 mars 1791) est un administrateur colonial, gouverneur de la Géorgie, de la Jamaïque et de Madras. Il est un important propriétaire foncier écossais, huissier héréditaire du bâton blanc pour l'Écosse et homme politique qui siège à la Chambre des communes entre 1774 et 1791.

## Naissance
Archibald Campbell est baptisé le 24 août 1739 à Inveraray, en Écosse. Il est le deuxième fils de James Campbell (1706-1760), 3e de Tuerechan (8e chef de Tearlach, descendant du clan Campbell de Craignish), commissaire des îles occidentales de l'Écosse, et d'Elizabeth (décédée en 1790), fille de James Fisher, Prévôt d'Inveraray. Il grandit avec sa famille au château de Dunderave et bénéficie du patronage d'Archibald Campbell, 3e duc d'Argyll et d'Henry Dundas, 1er vicomte Melville.

## Début de carrière

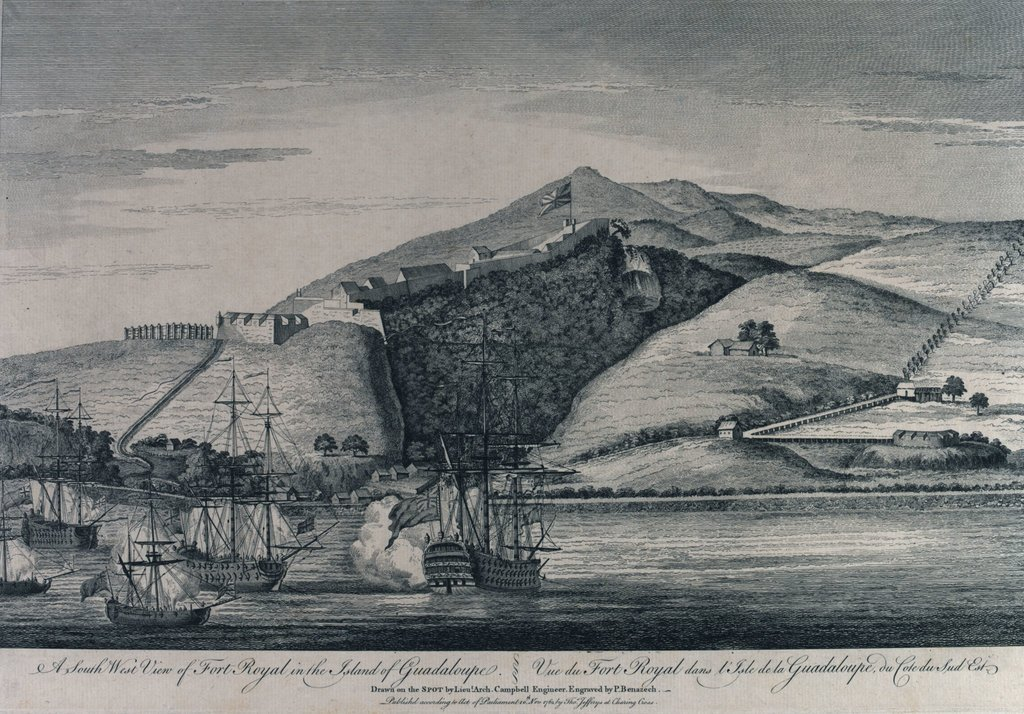
Une vue sud-ouest du Fort Royal dans l'île de Guadaloupe, vers 1759, dessinée par Campbell

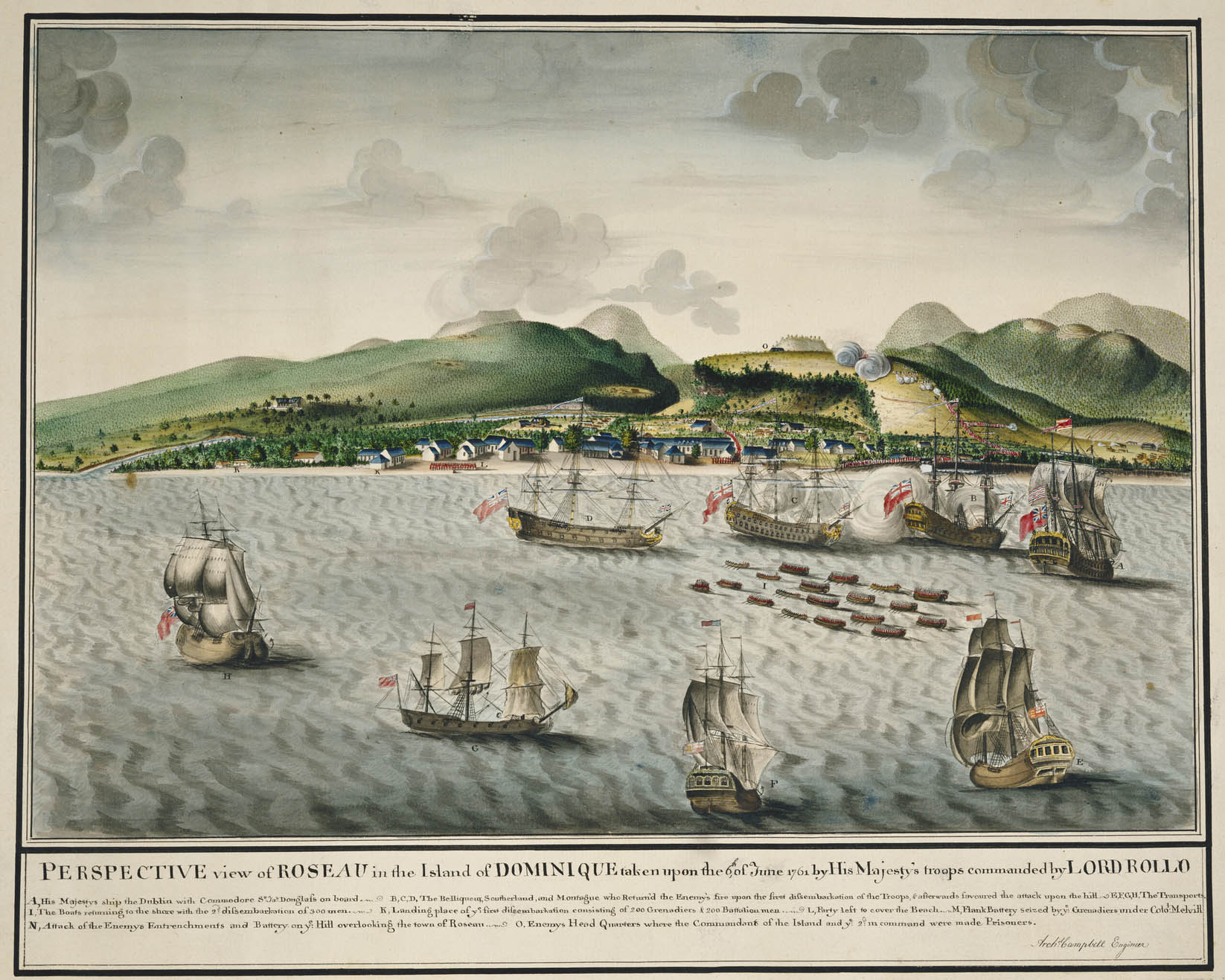
Croquis de Campbell de l'expédition de Lord Rollo à la Dominique en 1761

Formé à l'Université de Glasgow, puis à la Royal Military Academy de Woolwich. En 1758, il est nommé dans les Royal Engineers. Il sert avec eux pendant la guerre de Sept Ans et est blessé au siège de Québec. Il participe à de nombreux raids le long des côtes françaises, ainsi qu'à des expéditions aux Antilles. Une décennie plus tard, en 1768, le colonel Campbell est nommé ingénieur en chef de la Compagnie britannique des Indes orientales au Bengale et est employé avec succès par l'entreprise pour diriger les travaux de Fort William à Calcutta.
À Calcutta, Campbell jette les bases de sa richesse. Avec le capitaine Henry Watson, il investit à titre privé dans un chantier naval à Kidderpore, et les deux hommes sont entrepreneurs pour la construction et la réparation de navires jusqu'à ce que le gouvernement rachète leur entreprise. Il fait également fortune dans le commerce de la soie. Campbell utilise sa richesse pour devenir un important propriétaire foncier dans son Argyll natale. Il dépense plus de 30 000 £ pour acheter les domaines de l'île de Danna, Inverneill, Knap, Taynish et Ulva. Il achète aussi les maisons d'Inverkeithing et de Queensferry.
En 1774, après une bataille électorale inhabituellement dure avec le colonel James Masterton (1715-1777), de Newton, le colonel Archibald Campbell (maintenant appelé « d' Inverneill ») devient député des Burgh de Stirling, aidé par son tuteur, le vicomte Melville. James Boswell est le conseiller juridique de Campbell.

## Capture en Amérique
Après sa victoire électorale, le colonel Campbell quitte son frère aîné, James Campbell (1737-1805) de Killean, et s'embarque pour l'Amérique à la tête du 71e régiment d'infanterie, Fraser's Highlanders, où la guerre est en cours. En 1776, après une bataille à bord d'un navire dans le port de Boston, Campbell est capturé par les Américains et retenu prisonnier jusqu'en 1778.
La capture de Campbell coïncide avec la capture britannique du héros patriote américain Ethan Allen et du général américain Charles Lee. Des rumeurs se répandent selon lesquelles ils sont maltraités par les Britanniques, ce qui a un effet direct sur Campbell. En février 1777, depuis la prison de Concord, Campbell indigné se plaint auprès du vicomte Howe de sa situation. S'ensuivent alors des plaintes et une correspondance entre Howe et George Washington au nom de Campbell.
Le mois suivant, Washington intervient et le Congrès proteste en affirmant qu'il n'a pas l'intention de causer des souffrances excessives à Campbell. En mai, Campbell vit à la taverne du geôlier, une nette amélioration par rapport à son précédent isolement cellulaire. Peu de temps après, il obtient une liberté totale dans les limites de la ville de Concord et, pendant ces années de Prisonnier de guerre, il peut racheter le domaine Knap à Argyll. Le 6 mai 1778, il est finalement libéré en échange d'Ethan Allen.

## Bataille de Savannah et gouverneur de Géorgie
Six mois après sa libération, Campbell reçoit l'ordre de diriger 3 000 hommes de New York vers la Géorgie et, fin décembre, son armée remporte la bataille de Savannah, suivie d'une autre victoire à Augusta. Les contemporains des deux côtés rendent hommage à l'humanité et à la retenue dont Campbell a fait preuve. Le patriote américain Alexander Green, membre de la Légion de Lee et aide de camp du major-général Nathanael Greene évoque l'inquiétude de Campbell pour la population civile et son absence de rancune envers ses anciens ravisseurs. Il révèle également à quel point les Patriots craignaient Campbell.
Il devient alors gouverneur provisoire de Géorgie et nomme Jacques Marcus Prévost son lieutenant et successeur avant de retourner en Angleterre.

## Mariage
De retour en Grande-Bretagne, en juillet 1779, il épouse Amelia (1755-1813), fille d'Allan Ramsay de Kinkell, peintre ordinaire principal de George III. La mère d'Amelia Campbell, Margaret (1726-1782), est la fille aînée d'Alexander Lindsay d'Evelick et d'Amelia Murray, la sœur du grand-oncle et tuteur influent d'Amelia Campbell, William Murray, 1er comte de Mansfield. Mme Campbell est la nièce de l'amiral John Lindsay et par lui une cousine germaine de Dido Elizabeth Belle.

## Gouverneur de la Jamaïque
Il termine la Révolution américaine en tant que lieutenant-gouverneur et major général en Jamaïque (1779-1781). À une époque de grande importance, Campbell (alors major-général de l'armée) est nommé gouverneur de la Jamaïque en 1781. Les forces britanniques en Amérique se portent mal : les Français ont rejoint les insurgés et menacent les îles britanniques des Antilles, dont ils capturèrent Tobago, Saint-Eustache, Saint-Kitts, Nevis et Montserrat. Mais Campbell réussit si bien à lever des troupes indigènes et est si infatigable dans sa vigilance que les Français n'osent pas attaquer la Jamaïque sans renforts.
Dans le même temps, Campbell fait ce qu'il peut pour aider les troupes britanniques en Amérique en leur envoyant des informations, des renforts et du ravitaillement. En prêtant une partie de ses troupes pour servir comme marines, il aide matériellement l'amiral Rodney dans sa grande victoire sur François Joseph Paul de Grasse à la bataille des Saintes, sauvant la Jamaïque d'une invasion française.
À son retour de Jamaïque, Campbell est nommé Chevalier de l'Ordre du Bain.

## Gouverneur de Madras

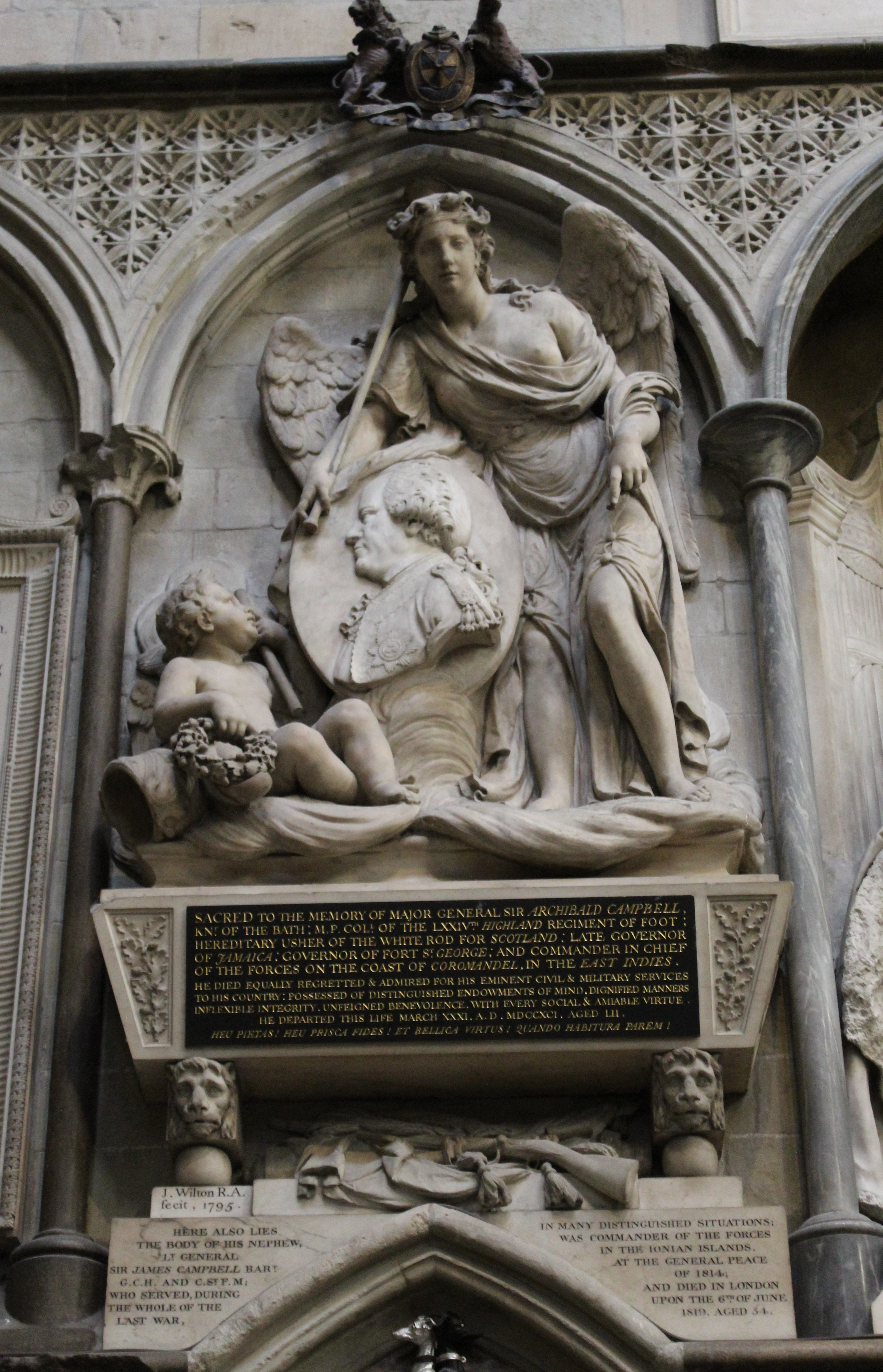
Mémorial Archibald Campbell, abbaye de Westminster

En Inde, Madras est épuisée après la guerre contre Mysore, et aucune opération militaire sérieuse n'est entreprise jusqu'à ce que de nouvelles hostilités contre cet État deviennent inévitables à la fin de 1789. En 1786, Campbell, qui est désormais une personnalité bien connue et très respectée, est nommé commandant en chef et gouverneur de Madras. Tout au long de son mandat, le pays se repose des guerres dévastatrices et il se consacre au développement d'institutions pacifiques.
Il fonde un conseil militaire qui absorbe les fonctions du Comité des Travaux ; un conseil d'hôpital, un conseil des revenus et un conseil de commerce. Il réorganise la police, crée une bourse et une banque. Il fait construire un observatoire astronomique et constitue un orphelinat. Madras subit une grave perte lorsque, accablé par la maladie, il est contraint de quitter l'Inde en février 1789 et de prendre sa retraite du poste de gouverneur en 1790.

## Dernières années
De retour chez lui, Campbell acquiert le poste de Gentleman Usher. A la suite d'un rhume attrapé en Écosse, il meurt l'année suivante, le 31 mars 1791, dans sa maison londonienne nouvellement achetée sur Upper Grosvenor Street, achetée au duc de Montrose. Il n'a que cinquante et un ans. Sa fortune, ses terres et ses titres politiques passent à ses deux frères et sa femme reçoit 25 000 £.
Campbell et sa femme sont morts sans enfants et ils sont tous deux enterrés à l'abbaye de Westminster, à côté du monument de Haendel dans la Coin des poètes. Un monument du sculpteur Joseph Wilton est érigé dans l'abbaye en 1795. Son neveu, le lieutenant-général James Campbell d'Inverneill et les parents de sa femme, le comte de Mansfield et l'amiral Lindsay sont également enterrés dans l'abbaye.